# Karlskrona amiralitetsförsamling
Amiralitetsförsamlingen leder hit. Tidigare församlingar med samma namn, se Skeppsholms församling och Hedvig Eleonora församling
Kungliga Karlskrona Amiralitetsförsamling är en församling i Blekinge kontrakt, Lunds stift. Församlingen är en amiralitetsförsamling och en av de fem icke-territoriella församlingarna inom Svenska kyrkan och bildar ett eget pastorat.
För att få tillhöra församlingen måste man vara bosatt i Karlskrona kommun eller Ronneby kommun och dessutom uppfylla något av följande krav (från Svenska kyrkans kyrkoordning):
1. Är anställd vid Försvarsmakten inom marinen
2. Har varit anställd vid Försvarsmakten inom marinen och dessutom fått pension vid anställningens upphörande
3. Är anställd vid församlingen
4. Är make eller hemmavarande barn till någon som tillhör församlingen enligt punkt 1, 2 eller 3
5. Är efterlevande make eller hemmavarande barn efter någon som tillhörde församlingen enligt punkt 1, 2 eller 3

## Administrativ historik
Församlingen bildades 1681 och utgör sedan dess ett eget pastorat.

## Kyrkor
Församlingen har en kyrka, Amiralitetskyrkan som ligger i centrala Karlskrona. Utanför kyrktrappan står den berömda fattigbössan Gubben Rosenbom.

## Präster
Mellan åren 1690-1846 var amiralitetssuperintendenten (kyrkoherden) även kyrkoherde i stadsförsamlingen. Från och med 1846 benämns kyrkoherden i amiralitetsförsamlingen för amiralitetspastor.

### Superintendenter
| 1682–1690 | Canutus Coarœlius      | 1623–1690 |  |
| 1690–1709 | Bergerus Folcher       | 1646–1709 |  |
| 1710–1717 | Johan Petersson        | 1655–     |  |
| 1717–1719 | Carl Sternell          | 1670–     |  |
| 1719–1730 | Gustaf Adolf Humble    | 1674–     |  |
| 1730–1740 | Nils Wallerius         |           |  |
| 1742–1769 | Lorenz Muhrbeck        |           |  |
| 1770–1784 | Lars Petersson         |           |  |
| 1784–1807 | Anders Lars Fahnehjelm | 1751-1807 |  |
| 1808–1816 | Nils Hallström         | 1760–1830 |  |
| 1817–1833 | Carl Thyselius         | 1767-1833 |  |

### Amiralitetspastorer
| Ämbetstid | Namn                  | Levnadstid | Övrigt  |
| --------- | --------------------- | ---------- | ------- |
| 1833-1849 | Peter Sonnberg Witt   | 1776-1849  |         |
| 1849-1864 | David Ringius         | 1799-1864  |         |
| 1864-1897 | Frans August Bergelin | 1819-1897  | LNO LVO |
| 1897-1922 | Nils Hussénius        | 1843-1922  | LVO     |
| 1923-1940 | Ernst Holmberg        | 1864-1940  | LNO LVO |
| 1940-1961 | Carl-Ossian Elmgård   | 1892-1973  | KVO LNO |
| 1961-1975 | Carl-Axel Malmberg    | 1910-2006  | LNO     |
| 1975-1977 | Lars Jergmar          | 1938–      |         |
| 1978-1988 | Per-Olof Hellquist    | 1935-2021  |         |
| 1988-1997 | Ulf Hildingstam       | 1942–      |         |
| 1998-2000 | Christer Alvarsson    | 1952–      |         |
| 2000-2014 | Henrik Lindén         | 1966–      |         |
| 2014      | Daniel Breimert       | 1973–      |         |

### Komministrar
| Ämbetstid | Namn                  | Levnadstid | Övrigt                                    |
| --------- | --------------------- | ---------- | ----------------------------------------- |
| 1704–1710 | Johan Petersson       |            | Senare superintendent.                    |
| 1738–1741 | Carl Sebenius         | –1741      |                                           |
| 1738–     | Nils Wallerius        |            |                                           |
|           | Jacob Fabricius       |            |                                           |
|           | Carl Gyllenskepp      | 1711–      |                                           |
| 1743–1761 | Axel Raab             | 1713–1761  |                                           |
|           | Magnus Ugla           |            |                                           |
|           | Anders Litzon         |            |                                           |
| 1748–     | Axel Öller            | 1710–      |                                           |
| 1749–1761 | Claes Diedrich Wiebe  | –1771      |                                           |
| 1749–1762 | Lars Peterson         |            |                                           |
| 1770–     | Magnus Strandmark     | 1726–1784  |                                           |
| 1771–1777 | Pehr Björkman         | 1742–1778  | Senare kyrkoherde i Vittaryds församling. |
| 1770–1774 | Elias Billberg        |            |                                           |
|           | Carl Fredrik Muhrbeck |            |                                           |
|           | Fredrik Stenbeck      |            |                                           |

### Amiralitetsspredikanter
| Ämbetstid | Namn                         | Levnadstid | Övrigt                                           |
| --------- | ---------------------------- | ---------- | ------------------------------------------------ |
| 1681–1694 | Erik Schottenius             |            | Senare kyrkoherde i Torhamns församling.         |
| 1681–1686 | Johan Aschlovius             |            |                                                  |
| 1682–1691 | Michael Karraeus             |            | Senare kyrkoherde i Lösens församling.           |
| 1682–1689 | Daniel Brusenius             | 1653–1711  | Senare kyrkoherde i Runstens församling.         |
| 1687–1692 | Mathias Coccius              |            | Senare kyrkoherde i Fridlevstads församling.     |
| 1689–1697 | Sten Jönsson Radier          | –1697      |                                                  |
| 1689–1691 | Justus Christopher Hauswolff |            | Senare kyrkoherde i Karlskrona tyska församling. |
| 1691–1697 | Johan Hargelius              | 1660–1716  | Senare kyrkoherde i Västerviks församling.       |
| 1692–1698 | Henric Florinus              |            | Senare kyrkoherde i Kimito församling.           |
| 1693–1697 | Marcus Munck                 | –1697      |                                                  |
| 1694–1702 | Benedictus Ullholm           | –1702      |                                                  |
| 1697–1712 | Jonas Hahn                   | –1712      |                                                  |
| 1697      | Arvid Grund                  |            | Endast utnämnd.                                  |
| 1697–1707 | Samuel Lyckovius             |            | Senare kyrkoherde i Tvings församling.           |
| 1697–     | Johan Adlercrantz            |            |                                                  |
| 1698–     | Henricus Forbus              |            |                                                  |
| 1706–1722 | Eric Fleege                  |            | Senare kyrkoherde i Kimito församling.           |
| 1706–1721 | Gustaf Adolph Fult           |            | Senare kyrkoherde i Hjortsberga församling.      |
| 1710–1724 | Magnus Frodell               | 1682–      | Senare kyrkoherde i Fridlevstads församling.     |
| 1713–1720 | Georg Melin                  | –1730      | Senare kyrkoherde i Fagerhults församling.       |
| 1719–1738 | Peter Bergström              | 1685–1743  |                                                  |
| 1719–1730 | Carl Beckstadius             | 1690–1739  | Senare kyrkoherde i Vissefjärda församling.      |
| 1722–1736 | Johan Salmén                 | –1736      |                                                  |
| 1724–1745 | Lars Wicander                | 1695–1749  | Senare kyrkoherde i Arboga stadsförsamling.      |
| 1730–1740 | Johan Billing                |            | Senare kyrkoherde i Jemshögs församling.         |
| 1759–1765 | Andreas Bäckerström          | 1724–1786  | Senare kyrkoherde i Ljungby församling.          |
| 1762–1769 | Jöns Bernhard Santesson      |            | Senare kyrkoherde i Mörrums församling.          |
| 1762–1769 | Magnus Kock                  | 1728–1769  |                                                  |
| 1762–1771 | Johan Christopher Trägårdh   |            | Senare kyrkoherde i Gärdslösa församling.        |
| 1767–1775 | Dawid Ruda                   | 1731–      | Senare kyrkoherde i Linneryds församling.        |
| 1785–1791 | Henrik Wulf                  | –1791      |                                                  |
| 1790      | Carl Fredrik Hjertstedt      |            | Endast utnämnd.                                  |
| 1792–1804 | Wilhelm Peter Henschen       |            |                                                  |
| 1803–1804 | Magnus Ullsten               | 1761–1819  | Senare kyrkoherde i Kila församling.             |
| 1806–1808 | Pehr Ivar Lundegård          | 1772–1808  |                                                  |
| 1806–1810 | Anders Roos                  | 1775–1824  | Senare kyrkoherde i Önnestads församling.        |

### Sjukhuspredikanter
| Ämbetstid | Namn                   | Levnadstid | Övrigt                                    |
| --------- | ---------------------- | ---------- | ----------------------------------------- |
| 1767–1782 | Jonas Björkander       | 1725–1782  |                                           |
| 1782–1798 | Lars Daniel Hjortsberg |            | Senare kyrkoherde i Backaryds församling. |

### Skanspräst
| Ämbetstid | Namn             | Levnadstid | Övrigt                                     |
| --------- | ---------------- | ---------- | ------------------------------------------ |
| 1690      | Per Angelstadius |            |                                            |
| 1694–1696 | Olof Myraeus     |            |                                            |
| 1703–1712 | Petrus Westelius | 1670–1722  | Senare kyrkoherde i Västerviks församling. |
| 1713–1733 | Lars Lyrstedt    |            |                                            |
| 1733–1746 | Gabriel Dryander |            |                                            |

### Kastellspredikanter
| Ämbetstid | Namn                | Levnadstid | Övrigt                                    |
| --------- | ------------------- | ---------- | ----------------------------------------- |
| 1748–1774 | Johan Gustaf Thiman |            | Senare kyrkoherde i Finja församling.     |
| 1801–1808 | Jonas Wirgander     | –1851      | Senare kyrkoherde i Virestads församling. |

### Fångpredikanter
| Ämbetstid | Namn                | Levnadstid | Övrigt                                     |
| --------- | ------------------- | ---------- | ------------------------------------------ |
| 1808–1822 | Jonas Wirgander     | –1851      | Senare kyrkoherde i Virestads församling.  |
| 1823–1828 | Johan Peter Östberg | –1828      |                                            |
| 1828–1843 | Paul Grenander      |            | Senare kyrkoherde i Broby församling.      |
| 1843–1852 | Nils Gustaf Holmer  | 1803–      | Senare kyrkoherde i Karlstorps församling. |
| 1854–     | Gustaf Adolf Feuk   | 1820–      |                                            |

### Amiralitetspastorer
| Ämbetstid | Namn                 | Levnadstid | Övrigt                                    |
| --------- | -------------------- | ---------- | ----------------------------------------- |
| 1810–1816 | Anders Roos          | 1775–1824  | Senare kyrkoherde i Önnestads församling. |
| 1852–     | Johan Ulrik Runstedt | 1813–      |                                           |

### Kompastorer
| Ämbetstid | Namn                    | Levnadstid | Övrigt                                 |
| --------- | ----------------------- | ---------- | -------------------------------------- |
| 1822–1829 | Carl Gustaf Montelius   | 1788–1852  | Senare kyrkoherde i Arby församling.   |
| 1828–1840 | Carl Wilhelm Ödman      |            | Senare kyrkoherde i Träne församling.  |
| 1830–1848 | Lars Gustaf Starck      | 1798–      | Senare kyrkoherde i Moheda församling. |
| 1835–1852 | Dawid Ringius           | 1799-1864  |                                        |
| 1846–     | Johan Israel Sabelström | 1810–      |                                        |

## Organister
| Ämbetstid | Namn                  | Levnadstid | Övrigt |
| --------- | --------------------- | ---------- | ------ |
|           | O L Sandell           | 1807-      | Kantor |
|           | Israel Nordwall       | 1787-1857  |        |
| 1851-1886 | Edvard Ekholm         | 1812-1886  | Kantor |
| 1889-1925 | Carl Alfred Andersson | 1859-1925  |        |
| 1925-1930 | Fritz Ericsson        |            |        |
| 1930-1970 | Torsten Wall          | 1902-1970  | [ 4 ]  |
| 1971-1977 | Christer Magnusson    | 1947–      |        |
| 1978-1994 | Knud Petersen         | 1931-2007  |        |
| 1995–2000 | Staffan Sundås        | 1967–      |        |
| 2010-2011 | Camilla Brunsberg     | 1972–      |        |
| 2011–2023 | Annika Nilsson        | 1964–      |        |
| 2023-     | Mats Alexandersson    | 1970-      |        |

## Kyrkovaktmästare
| Ämbetstid | Namn                | Levnadstid | Övrigt         |
| --------- | ------------------- | ---------- | -------------- |
| 1811-     | P Petersson         | 1750-      |                |
| 1833-     | P Wickström         | 1780-      |                |
| 1879-1888 | Axel Ferdinand Agge | 1847-1888  |                |
| 1888-1902 | Ernst Gustaf Agge   | 1850-1902  | föreg:s broder |

## Kyrkofullmäktige
I kyrkovalet 2013 fick den lokala nomineringsgruppen Karlskrona Amiralitetsförsamlings värnare och utvecklare 85,53 % av rösterna och 13 mandat i kyrkofullmäktige. Arbetarepartiet-Socialdemokraterna fick 14,47 % av rösterna och de resterande två platserna i fullmäktige.